# Olaf Ortmann
Olaf Ortmann (* 14. Mai 1959 in Lübeck) ist ein deutscher Gynäkologe und Geburtshelfer. Er lehrt als Professor an der Universität Regensburg.

## Leben und Wirken
Ortmann studierte von 1978 bis 1985 Humanmedizin an der Christian-Albrechts-Universität zu Kiel (Vorklinik) und der Medizinischen Universität zu Lübeck, wo er 1985 die Approbation als Arzt erhielt. Von 1982 bis 1985 war er Doktorand am Institut für Biochemische Endokrinologie der Universität Lübeck und wurde mit der Dissertation Beeinflussung der hypophysären LH-Sekretion durch Östradiol, 4-Hydroxyöstradiol und Antiöstrogene im Modell von kultivierten Rattenhypophysenzellen promoviert. Er begann im gleichen Jahr eine Tätigkeit als Wissenschaftlicher Mitarbeiter an diesem Institut und absolvierte bis 1986 als Postdoktorandenstipendiat der Deutschen
Forschungsgemeinschaft einen Forschungsaufenthalt am National Institute of Child Health and Human Development der National Institutes of Health (NICHD) in Bethesda (Maryland).
Nach seiner Rückkehr aus den Vereinigten Staaten absolvierte er bis 1989 den ersten Teil seiner klinischen Weiterbildung an der Universitätsfrauenklinik Lübeck. Danach wechselte Ortmann an die Frauenklinik der Philipps-Universität Marburg, wo er seine Weiterbildung 1993 mit der Anerkennung als Facharzt für Frauenheilkunde und Geburtshilfe abschloss. Im gleichen Jahr wurde er zum Oberarzt ernannt, habilitierte sich 1994 und wurde zum Privatdozenten ernannt.
1996 wechselte Olaf Ortmann wieder nach Lübeck, wo er 1998 zum Leitenden Oberarzt und Stellvertreter des Klinikdirektor ernannt wurde. Drei Jahre später wurde er 1999 zum außerplanmäßigen Professor ernannt. 2003 wurde er auf den Lehrstuhl für Frauenheilkunde und Geburtshilfe (Schwerpunkt Gynäkologie) an der Universität Regensburg berufen und übernahm die damit verbundene Leitung der Klinik für Frauenheilkunde und Geburtshilfe am Caritas-Krankenhaus St. Josef Regensburg.

## Ehrungen
- Ludwig-Fraenkel-Preis der Arbeitsgemeinschaft Gynäkologische Endokrinologie der Deutschen Gesellschaft für Gynäkologie und Geburtshilfe (1992)
- Poster-Preis der Deutschen Gesellschaft für Gynäkologie und Geburtshilfe (1994)
- Organon-Förderpreis der Deutschen Gesellschaft für Gynäkologie und Geburtshilfe (1996)

Olaf Ortmann ist Mitglied vieler medizinischer Fachgesellschaften und Mitherausgeber mehrerer Fachzeitschriften.
Er ist Geschäftsführer der Deutschen Akademie für Gynäkologie und Geburtshilfe (DAGG) der Deutschen Gesellschaft für Gynäkologie und Geburtshilfe.
Von 2014 bis 2015 war Ortmann 1. Vorsitzender der Bayerischen Gesellschaft für Geburtshilfe und Frauenheilkunde.
 2018 wurde er zum Präsidenten der Deutschen Krebsgesellschaft gewählt.

## Schriften (Auswahl)
- Beeinflussung der hypophysären LH-Sekretion durch Östradiol, 4-Hydroxyöstradiol und Antiöstrogene im Modell von kultivierten Rattenhypophysenzellen. (Dissertation), Medizinische Universität zu Lübeck 1985
- Freimut Leidenberger, Thomas Strowitzki, Olaf Ortmann (Hrsg.): Klinische Endokrinologie für Frauenärzte. 5. Auflage. Springer-Verlag, Heidelberg 2005, ISBN 3642380433
- Ricardo Enrique Felberbaum, Klaus Diedrich, Walter Jonat, Olaf Ortmann, Corinna Crohns, Eva-Maria Hußlein, Hans-Christian Kolberg (Hrsg.): Facharztprüfung Gynäkologie und Geburtshilfe: in Fällen, Fragen und Antworten. Elsevier, Urban&Fischer Verlag, ISBN 3437593994